# Gaines, New York
Gaines är en administrativ enhet, en kommun (town), i Orleans County, New York. Kommunen ligger centralt i countyt och inkluderar den nordligaste delen av dess huvudort Albion. 
I kommunens sydligaste del återfinns Eriekanalen och i den nordvästra vattendraget Oak Orchard Creek som rinner ut i Ontariosjön. I norr gränsar staden till Carlton, i öster Kendall och Murray, i söder Albion och Ridgeway i väster. 
De första bosättarna kom till Gaines 1809. 1816 bildades Gaines genom en delning av Ridgeway. 1818 delades Gaines och Barre bildades. Vid en ny delning 1822 bildades Carlton.

## Politik
Kommunen styrs av en styrelse på fem personer, varav en är vald till Supervisor.